# Шик, Анна Стелла
Анна Стелла Шик (порт. Anna Stella Schic; 30 июня 1922, Кампинас — 1 февраля 2009, Ницца) — бразильская пианистка и музыковед. Жена композитора Мишеля Филиппо.

## Биография
Из еврейской семьи. Впервые выступила с концертом в семилетнем возрасте. С 1934 г. училась в Сан-Паулу у Жозе Клиасса, затем с 1946 г. совершенствовала своё мастерство в Париже под руководством Маргерит Лонг. С 1947 г. концертировала во Франции и других европейских странах. Начиная с 1971 г. в значительной степени жила во Франции, выступая как пропагандист современной бразильской музыки. Вместе с тем продолжала преподавать в Бразилии, в 1976—1979 гг. в Университете штата Сан-Паулу, затем в Федеральном университете Рио-де-Жанейро. Прекратила концертные выступления после смерти мужа в 1996 году.
Шик прежде всего известна как исполнитель произведений Эйтора Вилла-Лобоса. В 1948 году она стала первой исполнительницей его Второго фортепианного концерта, в 1951 г. записала диск с его произведениями во Франции, а в 1959 г. — диск с музыкой Вилла-Лобоса и Лоренсо Фернандеса в СССР; в 1976 г. первой записала полное собрание его фортепианных произведений (перевыпущено в 1992 г. на восьми CD). В 1987 г. во Франции вышла книга Шик «Вилла-Лобос. Воспоминания о белом индейце» (фр. Villa-Lobos. Souvenirs de l'Indien blanc). Кроме того, Шик выступала и с сочинениями других бразильских композиторов-современников — в частности, Камарго Гварньери и Франсиско Миньоне. В то же время в Бразилии она пропагандировала музыку новейших зарубежных авторов — в том числе Пьера Булеза, — а в 1955 г. впервые исполнила за пределами СССР Третий фортепианный концерт Дмитрия Кабалевского. В 2003 г. выпустила книгу о фортепианной педагогике «Школа Листа» (фр. L'École Liszt) — к этой школе она принадлежала сама через своего учителя Клиасса, учившегося у ученика Листа Мартина Краузе.
В 1977 г. была избрана действительным членом Бразильской академии музыки. В 2000 г. родной город Шик, Кампинас, удостоил её звания почётной гражданки.